# Monument national du Chili

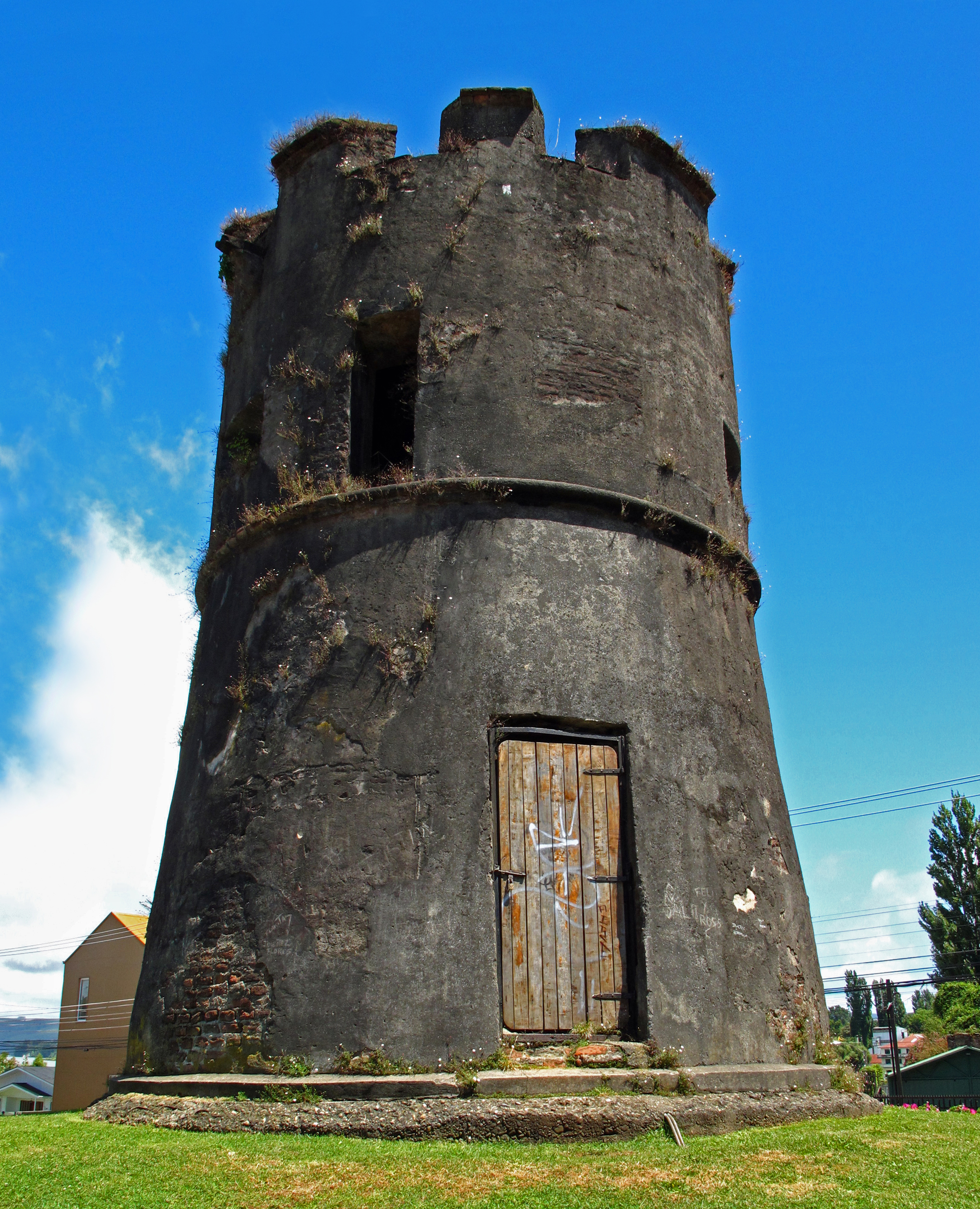
Torreón El Canelo à Valdivia en 2011.

Les monuments nationaux du Chili (espagnol : Monumentos nacionales de Chile) sont des lieux, biens mobiliers, objets, monuments et édifices recevant, par la loi 17288 sur les monuments nationaux, la protection de l'État chilien du fait de son intérêt historique, artistique ou scientifique ou commémoratif. 

## Quelques monuments nationaux du Chili

### Santiago du Chili
- Cathédrale métropolitaine de Santiago du Chili
- Basilique du Saint-Sauveur de Santiago du Chili
- Église du Très-Saint-Sacrement de Santiago du Chili
- Bibliothèque nationale du Chili
- Centre culturel Agustín Ross
- Colline Santa Lucia de Santiago
- Gare Mapocho
- La Moneda
- Stade national
- Villa Grimaldi

#### Région des Fleuves
- Torreón El Canelo

##### San Pedro de Atacama
- Pucará de Quitor

#### Région de Valparaiso
- Cathédrale Saint-Philippe de San Felipe